# En plein cirage (film, 1950)
Pour les articles homonymes, voir En plein cirage.
Pour plus de détails, voir Fiche technique et Distribution.
En plein cirage (The Fuller Brush Girl) est un film américain réalisé par Lloyd Bacon et sorti en 1950.

## Synopsis
Sally (Lucille Ball) et son petit ami Humphrey (Eddie Albert), se trouvent mêlés à la mort de Mme Simpson, la femme de leur patron Harvey Simpson (Jerome Cowan).

## Fiche technique
- Titre original : The Fuller Brush Girl
- Titre français : En plein cirage
- Réalisation : Lloyd Bacon, assisté d'Earl Bellamy
- Scénario : Frank Tashlin
- Direction artistique : Robert Peterson
- Décors : James Crowe
- Costumes : Jean Louis
- Photographie : Charles Lawton Jr.
- Son : Lambert E. Day
- Montage : William A. Lyon
- Musique : Heinz Roemheld
- Production : S. Sylvan Simon
- Société de production : Columbia Pictures Corporation
- Société de distribution : Columbia Pictures
- Pays de production :  États-Unis
- Langue originale : anglais
- Format : noir et blanc — 35 mm — 1.37:1  — son monophonique
- Genre : Comédie
- Durée : 85 minutes
- Dates de sortie :
  - États-Unis : 15 septembre 1950
  - France : 13 juillet 1951

## Distribution

### Acteurs principaux
- Lucille Ball : Sally Elliot
- Eddie Albert (VF : Guy Chapellier) : Humphrey Briggs
- Carl Benton Reid : M. Christy
- Gale Robbins : Ruby Rawlings
- Jeff Donnell : Jane Bixby
- Jerome Cowan : Harvey Simpson
- John Litel : M. Watkins
- Fred Graham : Rocky Mitchell
- Lee Patrick : Claire Simpson
- Arthur Space : inspecteur Rodgers

 Source et légende : version française (VF) sur RS Doublage

### Acteurs secondaires
- Lois Austin : Mme West (non créditée)
- Jay Barney : homme des empreintes digitales (non crédité)
- Mel Blanc : perroquet (voix) (non crédité)
- Gail Bonney : baby-sitter (non créditée)
- Leonard Bremen : patron burlesque (non crédité)
- Paul Bryar : le mari qui regarde la télévision (non crédité)
- Paul E. Burns : pop (non crédité)
- Cliff Clark : capitaine de navire (non crédité)
- Joseph Crehan : capitaine du bateau de police (non crédité)
- John Doucette : homme de la radio de la police (non crédité)
- Sarah Edwards : Mme East (non créditée)
- Sumner Getchell : vendeur de magazine (non crédité)
- Chuck Hamilton : policier (non crédité)
- Myron Healey : employé (non crédité)
- Robert Hyatt : Henry (non crédité)
- James L. Kelly : comique (non crédité)
- Sam Lufkin : homme du bus (non crédité)
- Cy Malis : policier (non crédité)
- Gregory Marshall : Alvin Finley / Albert Finley (non crédité)
- Roger Moore (non crédité)
- Bud Osborne : ancien marin (non crédité)
- Barbara Pepper : la femme qui regarde la télévision (non créditée)
- Lorin Raker : Deval (non crédité)
- Isabel Randolph : Mme Annabel South (non créditée)
- Joel Robinson : danseur (non crédité)
- Syd Saylor : homme de l'armoire (non crédité)
- Charles Sherlock : policier (non crédité)
- Emil Sitka : homme (non crédité)
- Red Skelton : lui-même - homme à la brosse (non crédité)
- Bert Stevens : Homme dans le couloir du bureau (non crédité)
- Amzie Strickland : danseur (non crédité)
- Brick Sullivan : policier (non crédité)
- Charles Sullivan : conducteur du bus (non crédité)
- Sid Tomack : Bangs (non crédité)
- Mary Treen : vendeuse de journaux (non créditée)
- Sailor Vincent : Punchy (non crédité)
- Frank Wilcox : Roberts (non crédité)
- Jean Willes : Mary (non créditée)